# Muzeum Przemysłu Naftowego i Etnografii w Libuszy
Muzeum Przemysłu Naftowego i Etnografii w Libuszy – prywatne muzeum, położone we wsi Libusza (powiat gorlicki). Placówka stanowi przedsięwzięcie Anny i Tadeusza Pabisów, byłych pracowników przemysłu naftowego.
Muzeum powstało w 1977 roku. Na jego ekspozycję składają się dwa działy:
- przemysłu naftowego, zawierający eksponaty związane z górnictwem i przetwórstwem ropy natfowej na tym terenie. Wśród eksponatów znajdują się m.in. destylarnia nafty z 1856 roku, kuźnia kopalniana z połowy XIX wieku, modele szybów z lat 1852-1939, ceramiczne galony na naftę, liczne dokumenty, mapy, narzędzia i przyrządy wiertnicznie a także mundury. Ekspozycję dopełnia zbiór około 500 biogramów górników i nafciarzy,
- etnografii, w którym prezentowane są dawne meble, stroje, przedmioty codziennego użytku, narzędzia rolnicze, zabytki techniki (patefon, radioodbiorniki, maszyny do szycia), obrazy oraz inne pamiątki.

Muzeum jest obiektem całorocznym, czynnym w dni robocze. Od 2000 roku przy muzeum działa prywatna Fundacji Upowszechniania Historii Przemysłu Naftowego w Regionie Gorlicko - Bieckim, patronująca placówce i zajmująca się jej promocją.